# Silberstern (Kurzgeschichte)
Silberstern (Originaltitel: Silver Blaze), oft auch Silberpfeil, ist eine Sherlock-Holmes-Kurzgeschichte von Sir Arthur Conan Doyle. Sie zählt zu den Detektivgeschichten und erschien erstmals 1892 im Strand Magazine. 1893 erschien sie als erster Teil des Bandes Die Memoiren des Sherlock Holmes.

## Handlung

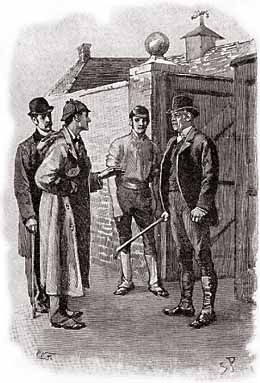
Sherlock Holmes trifft auf Silas Brown

Sherlock Holmes und sein treuer Gefährte Dr. Watson reisen mit dem Zug nach Dartmoor, um das Verschwinden des Rennpferdes Silberstern und den Mord an seinem Trainer John Straker aufzuklären. Auch Inspektor Gregory beschäftigt sich mit dem Fall und verdächtigt zunächst Fitzroy Simpson, einen Buchmacher aus London, da seine Krawatte am Tatort gefunden wurde. Der Besitzer des Pferdes, Colonel Ross, bittet Holmes und Watson um Hilfe.
Schnell findet Holmes heraus, dass Simpson nichts mit dem Mord oder dem Verschwinden des Pferdes zu tun hat. Stattdessen folgen Holmes und Watson den Spuren, die das Pferd in der stürmischen Nacht im Moor hinterlassen hat. Sie finden das Pferd im Stall des Rivalen Silas Brown, welcher das Pferd alleine im Moor gefunden hatte. Holmes und Watson kehren nun nach London zurück, ohne dass der Mordfall weiter aufgeklärt wird.
Am Tag des Rennens, in welchem Silberstern als Favorit starten sollte, treffen sich Holmes, Watson und Ross wieder. Ross muss zu seiner Überraschung feststellen, dass Silberstern noch immer für das Rennen aufgestellt ist und dieses auch gewinnt. Er erkennt sein Pferd zunächst nicht wieder, Holmes erklärt ihm jedoch, dass sein Rivale Brown Silbersterns charakteristisch weißen Kopf und die weißen Beine dunkel gefärbt hat, um das Pferd besser verstecken zu können. Verbleibt nur noch der Mord an John Straker, welchen Holmes sogleich aufklärt. Beim Versuch, das Pferd mit einem Messer zu lähmen, damit es sein nächstes Rennen nicht gewinnen kann, wurde Straker von Silberstern selbst erschlagen. Straker führte ein Doppelleben unter dem Namen Darbyshire und versuchte mit einer, wie er glaubte, sicheren Wette gegen Silberstern viel Geld zu verdienen, um seine zweite Identität zu finanzieren.

## Historischer Hintergrund und literarische Bedeutung
Im Erscheinungsjahr der Kurzgeschichte war das Pferderennen sehr beliebt in England. Es war auch unter dem Namen „Sport der Könige“ bekannt, da vor allem der englische Adel und die Königsfamilie diesen Sport gerne ausübten. Doch auch der einfache Bürger fand Gefallen am Pferderennen, da er auf die Rennpferde wetten konnte, um Geld zu gewinnen und ein Teil dieser Kultur zu werden. Da es bei den Wetten oft um viel Geld ging, waren Bestechungen und Betrug bei den Rennen üblich.
Viele Engländer sind noch heute fasziniert vom Pferderennen, weswegen England zahlreiche Rennstrecken für Pferde besitzt, wie beispielsweise die Rennbahn in Ascot. Es werden zahlreiche große Pferderennen ausgetragen, wie das Derby in Epsom, der Ascot Gold Cup oder der Wessex Cup, an dem auch das Pferd Silberstern aus der Geschichte teilnimmt.
Silberstern ist eine typische Detektivgeschichte. Zu Beginn der Kurzgeschichte wird das Mordrätsel präsentiert. Dieses wird Schritt für Schritt durch den genialen Detektiv Sherlock Holmes aufgelöst, indem er die Vergangenheit methodisch aufrollt. Er untersucht den Tatort genau, befragt Zeugen und zieht logische Schlussfolgerungen. All dies sind typische Elemente einer Detektivgeschichte und spiegelt die zeitgenössische Wirklichkeit wider.

## Verfilmungen
- 1912: als Flamme d’Argent Teil der französischen Stummfilmreihe mit Georges Tréville
- 1923: Teil der Filmreihe mit Eille Norwood
- 1937: Teile der Geschichte wurden im Film Silver Blaze mit Arthur Wontner verwendet
- 1977: Kanadische Verfilmung Silver Blaze mit Christopher Plummer
- 1988: Episode der 4. Staffel der Fernsehserie Sherlock Holmes mit Jeremy Brett
- 2000: Teile der Geschichte wurden in der 14. Episode der Zeichentrickserie Sherlock Holmes in the 22nd Century verwendet

## Hörspiele
- 1947: NWDR Hörspiel Silberstrahl mit Fritz Wagner – Regie: Gottfried Lange
- 1956: WDR Hörspiel Der Silberstrahl mit Richard Münch – Regie: Eduard Hermann
- 1963: BR Hörspiel Silberstrahl mit Peter Pasetti – Regie: Heinz-Günter Stamm
- 2007: Teil des Radioropa Hörbuch Die Abendteuer des Sherlock Holmes mit Ronny Great
- 2007: Maritim Hörspiel Silberpfeil mit Christian Rode